# Ilha Jemo
A Ilha Jemo é uma pequena ilha desabitada da República das Ilhas Marshall, na região da cadeia Ratak. Também atende pelos nomes (em inglês) Jamo, Steeple, Steepto e Temo.

## Geografia
A ilha está localizada na extremidade oeste de uma pequena cadeia submarina. Está localizada entre os atóis Likiep e Ailuk. Possui uma cobertura vegetal praticamente intocada em seu interior. O navio Marshall Islander encontra-se naufragado em Jemo.